# Stefan Matuszczyk
Stefan Matuszczyk ps. „Porawa” (ur. 23 grudnia 1912 w Wiązowie, zm. 9 grudnia 1979 w Warszawie) – kapitan rezerwy piechoty Armii Krajowej.

## Życiorys
Urodził się 23 grudnia 1912 w rodzinie Jana i Scholastyki z domu Lewandowska. We Włocławku uczył się od 1930 w Gimnazjum, im. ks. Jana Długosza, a po jego ukończeniu w czerwcu 1934 otrzymał świadectwo dojrzałości. Od września 1934 do czerwca 1935 był na Dywizyjnym Kursie Podchorążych Rezerwy 4 DP w Grupie, a od października 1935 studiował na Uniwersytecie Warszawskim filologię polską na Wydziale Humanistycznym. Pracował od 1936 na stanowisku kierownika działu prasy i propagandy w Dyrekcji Poczt i Telegrafów w Warszawie. Na stopień podporucznika został mianowany ze starszeństwem z 1 stycznia 1938 i 1197. lokatą w korpusie oficerów rezerwy piechoty.
W czasie kampanii wrześniowej 1939 dowodził plutonem w 114 pułku piechoty, który był w składzie SGO „Narew”, a później był dowódcą kompanii w Grupie „Kowel” płk. Leona Koca. 2 października po jej kapitulacji powrócił do Warszawy. Mieszkał podczas okupacji m.in. przy ul. Solec 56, pracując jako kierownik działu reklamy w Zakładach Graficznych „Tadeusz Puget”. Od listopada 1939 w konspiracji jako dowódca plutonu, a od września 1940 dowódca kompanii Organizacji Wojskowej „Wilki”. We wrześniu 1941, kiedy ugrupowanie weszło w skład Organizacji Wojskowej „Unii” został dowódcą kompanii, a w grudniu również zastępcą dowódcy I batalionu i jednocześnie oficerem organizacyjnym w sztabie pułku „Południe”. Otrzymał pochwałę rozkazem dowódcy pułku z 29 marca 1942, a w okresie styczeń–kwiecień przebywał na kursie dowódców kompanii. W marcu po scaleniu Organizacji Wojskowej „Unii” z Armią Krajową został dowódcą plutonu „214” i jednocześnie wykładał na kursach podchorążych rezerwy w Obwodzie Żoliborz Okręg Warszawa AK. Po aresztowaniu por. Leszka Kowalewskiego, od 15 sierpnia 1943 objął po nim dowodzenie oddziałem „993/W” kontrwywiadu Oddziału II KG AK. Planował i dowodził kilkunastoma akcjami, m.in. głośną likwidacją agentów niemieckich 8 października 1943 w barze „Za Kotarą” mieszczącego się przy ul. Mazowieckiej. Dowódca oddziału „993/W” w powstaniu warszawskim, który stanowił wówczas kompanię w składzie batalionu „Pięść”. Walczył na Woli, Starym Mieście, Żoliborzu i w Kampinosie. 14 sierpnia 1944 został ranny na ul. Muranowskiej podczas walk o zajezdnię tramwajową „Muranów”. 
Od maja 1945 był dyrektorem handlowym fabryki „Metal” w Warszawie, a od lipca 1949 redaktorem działu sportowego i lektorem w Wytwórni Filmów Dokumentalnych. Kierownik organizacyjny Biura Wydawnictw Zagranicznych od grudnia 1950, a później sekretarz redakcji „Żyjmy Dłużej”. Był również inspektorem Spółdzielni „Gromada” i redaktorem w „Agpolu”. Prezes Warszawskiego Towarzystwa Wioślarskiego. 9 grudnia 1979 zmarł w Warszawie. Pochowany na cmentarzu Powązki Wojskowe w Warszawie (kwatera A27-5-14).
Opublikował wspomnienie Kryptonim „Lalunia” („WTK” 1964 nr 9), Oddział bojowy kontrwywiadu KG AK (W. 1957), a w maszynopisie pozostawił 993/W. Był również współautorem scenariusza słuchowiska radiowego Grypsy z Pawiaka, który wyemitowano w 1975.
Jego ojciec Jan (1888–1944), który był żołnierzem oddziału „993/W” w stopniu starszego sierżanta pod ps. „Góra”, poległ w bitwie pod Jaktorowem.

## Awanse
- podporucznik – 1938,
- porucznik – 1943,
- kapitan – 1944.

## Ordery i odznaczenia
- Krzyż Srebrny Orderu Virtuti Militari – 20 października 1943
- Krzyż Walecznych – 1939, 1944